# Панюшенка
Панюшенка — река в России, протекает в муниципальном округе Егорьевск Московской области. Левый приток Цны.
Берёт начало в лесу неподалёку от деревни Большое Гридино, в урочище Макаровское болото. Течёт на юг и впадает в реку Цну в 1,5 км ниже плотины Шалаховского водохранилища. Устье реки находится в 65 км по левому берегу реки Цны. Длина реки составляет 10 км.
Вдоль течения реки Панюшенки нет ни одного населённого пункта. Течёт по живописным сосновым лесам, благодаря чему здесь проходят популярные туристические маршруты. В верхнем течении русло спрямлено каналом.
По данным Государственного водного реестра России, относится к Окскому бассейновому округу. Речной бассейн — Ока, речной подбассейн — бассейны притоков Оки до впадения Мокши, водохозяйственный участок — Ока от города Коломны до города Рязани.